# Neápolis (Creta)
Neápolis (em grego: Νεάπολη; "cidade nova") ou Neápoli é uma vila e unidade municipal na parte oriental da ilha de Creta, Grécia, que faz parte da unidade regional de Lasíti e do município de Ágios Nikolaos.
A unidade municipal tem 42,93 km² de área e em 20011 tinha 2 838 habitantes (densidade: 42,9 hab./km²). A vila encontra-se à beira do principal eixo rodoviário de Creta, a E75, num vale verdejante, a 260 metros de altitude, rodeado de montanhas e olivais a perder de vista, 14 km a noroeste de Ágios Nikolaos, 12 km a sudeste da pequena estância turística de praia de Sísi, 15 km a leste-sudeste de Mália e 49 km a leste de Heraclião (distâncias por estrada).

## Descrição
Durante o período veneziano chamou-se Kares, que significa nogueira no dialeto cretense. Foi em Kares que em 1340 nasceu Petros Philargis (ou Pietro Filargi da Candia), que se tornaria o antipapa Alexandre V (por alguns considerado papa legítimo), que governou a Igreja Católica entre 1409 e 1410. Pouco depois a cidade foi destruída durante uma revolta, tendo sido reconstruída, passando a ser chamada Kenourgio Chorio (aldeia nova).
Após a conquista otomana de Creta, Kenourgio Chorio desenvolveu-se muito, devido à administração turca ter transferido a capital da província oriental da ilha de Fourni para Kenourgio Chorio, que foi rebatizada Neápolis ("cidade nova"). A vila manteve-se como capital  do oriente de Creta até 1904, quando Ágios Nikolaos passou a ter esse estatuto. Depois da Segunda Guerra Mundial a vila declinou e sofreu bastante com a emigração dos seus jovens, que procuraram uma vida melhor em cidades maiores.
Neápolis foi um município até 2011, quando a reforma administrativa conhecida como "Lei Kallikratis fundiu os municípios de Neápolis e Vrachási com o de Ágios Nikolaos. A vila conserva muito do seu caráter tradicional, com ruas empedradas estreiras e belos edifícios que testemunham o seu passado de capital regional próspera, nomeadamente no bairro de Ágios Dimitrios. Há várias igrejas, das quais se destacam a Catedral de Megali Panagia (Nossa Senhora), situada na praça principal, e a de Ágios Giorgios (São Jorge). Há também um pequeno museu etnográfico, instalado num belo edifício que foi um orfanato, que expõe sobretudo fotografias e postais, e um pequeno museu arqueológico onde estão expostos alguns achados feitos na região. Entre os edifícios públicos destacam-se o tribunal, a antiga sede da prefeitura de Lasíti, o hospital (antiga escola secundária), os edifícios da diocese de Petra e a Biblioteca Pública Iliakeios.
Todos os anos, em 15 de agosto, é celebrada uma festa dedicada a Nossa Senhora, durante a qual é organizado uma feira na praça principal, onde também são realizados concertos. A festa inclui eventos desportivos, como uma corrida de bicicleta nas colinas de Lasíti. À noite é realizada uma procisssão com archotes na encosta de uma montanha vizinha.[carece de fontes?]

## Igrejas e mosteiros

### Catedral de Megali Panagia
A Catedral de Megali Panagia (Nossa Senhora), sé da diocese local, é a segunda maior igreja de Creta, a seguir à Catedral de Agios Minas, em Heraclião. No local onde se ergue a igreja atual existiu um templo antigo e posteriormente uma mesquita do período otomano. Segundo a tradição local, a catedral foi construída em 1891 em apenas 40 dias pela população local e envolveu tanta gente que as pedras foram transportadas desde a pedreira até ao local de construção de mão em mão. A rapidez nas obras foi imposta pelas autoridades otomanas, que impuseram como condição para autorizarem a construção da igreja que esta ficasse pronta em 40 dias.
A história da igreja começou com a ida de uma comissão de três membros a Istambul, a capital imperial otomana, para solicitar um firman (financiamento pelo governo otomano) para a construção de um templo cristão no local onde se encontravam as ruínas de uma antiga igreja dedicada à Virgem Maria. No entanto, em vez do firman, o grão-vizir (primeiro-ministro turco) deu aos três emissários um envelope selado para ser entregue ao comandante turco em Heraclião, onde se ordenava o enforcamento dos membros da comissão. Logo que leu o conteúdo do envelope, o comandante mandou prender os três homens, mas na véspera do enforcamento o carrasco sofreu um ataque cardíaco e morreu. Isso foi interpretado como um mau presságio pelo comandante otomano, que decidiu autorizar a comissão a construir a igreja em 40 dias. A população de Neápolis respondeu em massa ao apelo da comissão e a igreja ficou pronta no prazo imposto, tendo sido inaugurada pelo bispo de Petra.

### Moni Cremaston
O Mosteiro de Cremasta ou Cremasti, fundado no final do século XVI, situa-se a sul da vila, na estrada que vai para a aldeia Vrissés, numa encosta muito íngreme e florestada do monte Cavalaras sobre a vila. Deve o seu nome à sua posição, que dá a impressão de estar pendurado na encosta (Cremasti significa "pendurado" ou "suspenso"). O nome oficial do mosteiro é "Mosteiro dos Arcanjos Miguel e Gabriel em Cremasti" e é dedicado a estas divindades. O edifício principal situa-se no extremo norte do complexo, que tem a aparência de uma fortaleza. Fora do recinto fortificado há uma igreja mais recente. No mosteiro funciona um laboratório de pintura religiosa administrado por freiras vindas da Roménia.
Foi fundado em 1593 por um monge de nome Mitrofanis Agapitos. A igreja foi construída em 1622 por Nicéforo Anifante. Em 1821 Petros Dorotheos fundou uma escola que rapidamente alcançou grande fama em toda a prefeitura de Lasíti e desempenhou um papel importante na educação das gentes locais. Em 1866 os turcos destruíram o mosteiro, mas os monges lograram escapar e esconderam as relíquias sagradas e livros numa caverna próxima; contudo, foram severamente danificados pela humidade. Em 1868 o comandante otomano de Lasíti, Kostis Adosidis Paxá, esteve instalado no mosteiro enquanto coordenava a construção da nova sede da prefeitura em Neápolis, a nova capital de Lasíti. Durante a ocupação alemã na Segunda Guerra Mundial, foi dado abrigo no mosteiro a guerrilheiros da resistência. Em 1992 o bispo Nektarios mandou restaurar o mosteiro.

### Outras igrejas e mosteiros
- Ágios Giorgios (São Jorge) — Também está ligada a uma história local. Em 1770, durante a  rebelião de Daskalogiannis, os turcos cercaram a igreja durante as vésperas e massacraram o padre e toda a congregação. É por isso que a igreja é conhecida como "São Jorge Sangrento".[2]

- Naós Soteros (Senhor Cristo ou do Redentor) — Situa-se no cemitério e é dedicada a Cristo Salvador e Todos os Santos. Tem frescos do século XIV em relativamente bom estado. A existência de tanques sugere que no passado foi um mosteiro.[7]

- Panagia (Virgem Maria) Vigliotissa — é um mosteiro abandonado perto de Voulismeni, que era dedicado à Natividade de Maria, comemorada a 8 de setembro. A igreja foi completamente restaurada e a área circundante transformada num pequeno parque onde há uma estátua de Nossa Senhora. Uma inscrição na entrada menciona a data de 1605, altura em que a igreja foi provavelmente reparada. No interior há belos frescos do século XIV. Além da igreja e de uma cisterna, mais nenhum edifício do antigo complexo sobreviveu.[8]

- Moni Fraró ou Moni Antoniou (Mosteiro de Fraró ou de Santo António) em Simeti — Situa-se um quilómetro a oeste de Neápolis. É um convento franciscano em ruínas dedicado a Santo António. O seu nome deriva do latim "frari", a designação local comum dos frades franciscanos. O mosteiro é uma construção tipicamente românica datada do início do século XIV. Foi ali que Petros Philargis, o futuro antipapa Alexandre V, iniciou a sua carreira religiosa. Perto da igreja há uma escultura moderna junto à qual é celebrado o Dia da Mãe no primeiro domingo de maio.[9]

- Moni Agio Onofrio (Mosteiro de Santo Onofre) — Situa-se numa colina perto da aldeia de Voulismeni. Do mosteiro só resta a igreja, datada do século XIII. Tem uma nave única, abobadada, com frescos do século XIII com cenas do Evangelho (Ressurreição de Lázaro, Entrada em Jerusalém, etc.), vários santos e outras. Em volta da igreja há ruínas dos edifícios do complexo monástico (celas, armazéns, poços, eiras, etc. As paredes exteriores dos edifícios não tinham quaisquer aberturas, o que aparentemente significa que funcionavam como uma muralha defensiva.[10]

- Moni Panagia Cufis Petras (Mosteiro da Virgem Maria da "pedra oca") — é um mosteiro feminino dedicado à Anunciação, situa-se a oeste do Mosteiro de Cremasta, a pouca distância de Neápolis, num local com excelentes vistas panorâmicas. Provavelmente deve o seu nome original ("pedra oca", "cufis petras") às ruínas de um pequeno templo construído numa rocha cavernosa (oca). O mosteiro tem infraestruturas confortáveis e está bem equipado. Foi fundado provavelmente em 1430, possivelmente apenas como uma capela. Em 1630 a "Virgem Sagrada da Pedra Oca" é mencionada num contrato do Mosteiro Aretiou. Em 1640 foi abandonado, só voltando a ser reocupado em 1866, quando a freira Irina Chlapoutaki, irmã do bispo de Petra Meletios Chlapoutakis, reconstruiu o mosteiro sobre as ruínas do antigo. À antiga igreja foi adicionada uma nova ala dedicada a São João Batista.[11]